# Velma (serie animata)
Velma è una serie televisiva animata per adulti di genere commedia poliziesca basata sul personaggio Velma Dinkley del franchise di Scooby-Doo. Sviluppata da Charlie Grandy, vede protagonista la produttrice esecutiva Mindy Kaling come voce del personaggio principale, con Sam Richardson, Constance Wu e Glenn Howerton nei ruoli secondari. La serie funge da origin story dei membri della Mystery Inc. Si concentra principalmente su Velma Dinkley mentre cerca di risolvere un mistero riguardante la scomparsa di sua madre, così come i numerosi omicidi di varie ragazze adolescenti della sua cittadina.
Velma è stato presentato in anteprima il 12 gennaio 2023 su HBO Max: la prima stagione consiste di dieci episodi pubblicati con il ritmo di due episodi settimanali.
A febbraio 2023, è stato confermato che è in cantiere una seconda stagione della serie, la quale è uscita il 25 aprile 2024 ed uno speciale di Halloween rilasciato il 3 ottobre dello stesso anno..
Pochi giorni in seguito alla messa in onda dello speciale, viene confermata da un disegnatore della serie la cancellazione della serie.

## Trama
Velma Dinkley è una liceale sfrontata, impertinente e priva di amici che frequenta la Crystal Cove High mentre prova a processare la sparizione di sua madre Diya Dinkley, scomparsa quando lei era solo una bambina. Nel frattempo, suo padre, Aman Dinkley, un eccentrico avvocato che non riesce a mantenere economicamente la famiglia, pensa che la moglie abbia in realtà abbandonato la sua famiglia ed è già andato avanti con la sua vita intraprendendo una relazione con Sophie, la dinamica proprietaria della tavola calda di paese. Da sempre, Velma ha una dedizione innata per risolvere i misteri ma pensa sia proprio questa passione la ragione per cui sua madre sia scomparsa. Per questo motivo, ogni volta che prova a risolvere un mistero, Velma ha delle allucinazioni terrificanti che le provocano attacchi di panico che la mandando al tappeto.
Le allucinazioni peggiorano quando un serial killer inizia ad uccidere e rimuovere i cervelli delle ragazze popolari di Crystal Cove. Durante un'accesa discussione con la sua nemica numero uno e ragazza popolare Daphne Blake, Velma viene incolpata dei crimini dopo aver scoperto per caso il corpo senza vita di Brenda, nel suo armadietto. Le mamme adottive di Daphne, Linda e Donna Blake, detective della stazione di polizia del paese, danno a Velma una chance per scagionarsi dal crimine prima che la polizia possa incriminare, catturare, smascherare, incolpare e uccidere l'odiato assassino per poter riportare i cervelli alle ragazze popolari della città. Purtroppo, per via delle allucinazioni, Velma chiede aiuto a Norville Rogers, un ragazzo nerd, direttore del giornale scolastico, il quale ha una cotta per Velma che lei non sembra ricambiare. Infatti, la ragazza sembra avere occhi soltanto per Fred Jones, fidanzato di Daphne, un atleta popolare e frivolo che non sembra nemmeno sapere dell'esistenza della quattrocchi. Le vite dei quattro giovani e delle persone a loro vicine si intrecciano per via del mistero che sembra infittirsi sempre di più e che sembra essere collegato alla scomparsa di Diya, ai genitori biologici di Daphne, alla ragione per cui Fred non riesce a soddisfare i suoi genitori Victoria e William e al misterioso passato della madre di Norville, Blythe.

## Personaggi

### Principali
- Velma Dinkley, doppiata da Mindy Kaling. In questa serie, Velma è di origine indiana ed è più sfrontata ed arrogante, una maniera per elaborare la perdita di sua madre. Per questo motivo, la ragazza si sente superiore a chiunque e non si preoccupa a nasconderlo. Invece, senza volerlo, riesce ad allontanare le persone che le sono vicine e cerca di risolvere il mistero senza l'aiuto dei suoi coetanei che vorrebbero solo aiutarla. Inoltre, Velma si sente confusa con la sua identità e non riesce ad adeguarsi e le cose si fanno più movimentate quando si rende conto di avere una cotta per Daphne, la sua ex migliore amica, ora divenuta nemica per via di quello che Velma pensi sia un mondo di frivolezze e superficialità, ovvero quello dei ragazzi popolari. Nonostante ciò, sarà proprio Daphne a farle capire che il suo atteggiamento dimostra una mentalità piena di preconcetti senza basi solide che Velma usa cercando di salvaguardasi da eventuali traumi.
- Daphne Blake, doppiata da Constance Wu. In questa iterazione Daphne è di origine asiatica e con un look diverso ma con molti tratti già familiari. Daphne è variegata e una trovatella cresciuta da due poliziotte. Eppure, nonostante la sua casa fosse piena d’affetto, Daphne continua ad avere problemi con sentimenti d’abbandono ed un insaziabile bisogno di fare luce sul suo misterioso passato. D’altro canto, è riuscita ad usare quella sua grinta spietata per scalare la sua strada fino al top della clicca più popolare del liceo di Crystal Cove già al suo primo anno. Detto ciò, dovrà scavare a fondo nel suo lato dolce per riuscire a capire i sentimenti complicati che ha per Velma. E, forse cosa ancora più importante, perché ha i capelli rossi. Daphne è la ragazza più hot e popolare del liceo e all’inizio della serie si scopre che lei e Velma erano migliori amiche fino a quando qualcosa andò storto e si separassero.
- Fred Jones, doppiato da Glenn Howerton. L’unico componente della gang a non aver ricevuto cambi d’aspetto fisici. Così come il Fred originale è un ragazzo bianco che ama prendersi il merito per il lavoro degli altri ma anche un belloccio palestrato, tormentato da complessi ereditati dalla sua relazione con il padre. Eppure, Fred sa che per quanto possa essere arrogante non sarà mai all’altezza delle aspettative del padre. Questo perché Fred ha un oscuro segreto. Ha 16 anni e non ha ancora affrontato la pubertà e il suo segreto si fa sempre più duro da nascondere non solo dal padre ma anche dalla sua ragazza, Daphne, la quale si inizia ad annoiare. Per sua sfortuna, quando Fred viene erroneamente arrestato per degli omicidi che non ha commesso, avrà bisogno della ragazza meno popolare del liceo di Crystal Cove, Velma, a provare la sua innocenza.
- Norville Rogers, doppiato da Sam Richardson. In questa versione, Norville è afro-americano e completamente re-immaginato. Prima che Shaggy fosse il teenager fattone dalla voce squillante preferito d’America era conosciuto come Norville Rogers, l’emotivo, affascinante, nero e leggermente nello spettro autistico, caporedattore del giornale studentesco del liceo di Crystal Cove. Purtroppo, era anche totalmente inconsapevole di tutte le norme e segnali sociali, le quali sono utili per fiutare una storia ma meno utili quando si tratta di essere la cosa che Velma abbia che sia più vicina all'essere un amico. Nonostante ciò, quando Norville scopre un oscuro segreto nel passato della sua famiglia, Velma sarà l’unica persona che potrà aiutarlo a dare un senso allo sbrogliarsi della sua vita. Durante il NYCC scopriamo che Norville è contro le droghe all’inizio della serie ma si cambierà opinione molto presto. Infatti, scopriremo come da ragazzo per bene, Shaggy diventerà lo sfaticato e impacciato ragazzo che conosciamo oggi.

### Secondari
- Aman Dinkley, doppiato da Russell Peters. Il padre di Velma, un avvocato irresoluto che non riesce a trovare un ingaggio e a mantenere la famiglia ed è spesso frustrato dagli scatti emotivi di Velma e desidererebbe che sua figlia andasse avanti con la sua vita come lui ha fatto con la propria.
- Sophie, doppiata da Melissa Fumero. La fidanzata modello di Aman e "matrignaccia" di Velma a cui prova, in tutti i modi, di essere di supporto ma senza riuscirci. È una ragazza fatta da sé e proprietaria di una tavola calda in paese e, nel frattempo, sta aspettando un bambino.
- Diya Dinkley, doppiata da Sarayu Blue. La mamma scomparsa di Velma, scrittrice di romanzi gialli. Durante i flashback, sembra una donna paziente e comprensiva ma Velma è frustrata dall'idea che invece fosse da sempre stufa di lei e la sua famiglia e che possa averla abbandonata.
- Donna Blake, doppiata da Jane Lynch. Una delle mamme adottive di Daphne, è una detective sfrontata che riesce sempre a fare da guida con il suo umorismo ma le riesce meglio forzare confessioni dai criminali che gestire e bilanciare le sottili sfaccettature del suo lavoro poliziesco e genitoriale.
- Linda Blake, doppiata da Wanda Sykes. Una delle mamme adottive di Daphne, è una detective come sua moglie, con cui forma un duo eccentrico ed esilarante. È molto più a suo agio usando le parole che le mani ma è pronta a scatenare una furia da mamma orso quando sua figlia viene minacciata.
- Victoria Jones, doppiata da Cherry Jones. La madre di Fred, una donna fatta da sé, ambiziosa e protettiva di suo figlio. Infatti, lo vizia molto ma si rende conto che non si tratta del figlio perfetto e prova in tutti i modi a controllarlo dall'esterno per proteggere la sua reputazione.
- William Jones, doppiato da Frank Welker. Il padre di Fred, un uomo burbero e silenzioso con una profonda vergogna nei confronti di suo figlio. È il proprietario di una compagnia di accessori, tra i quali ascot e foulard, e teme che suo figlio non sia in grado di ereditarne le redini. È doppiato da Frank Welker, voce storica di Fred dal 1969.
- Blythe Rogers, doppiata da Nicole Byer. La madre di Norville e la preside di Crystal Cove High, il liceo che frequentano i ragazzi. È una donna troppo brusca e inflessibile, soprattutto nei confronti di Velma ed è anche una mamma premurosa ma sta nascondendo un segreto di famiglia.
- Lamont Rogers, doppiato da Gary Cole. Il padre di Norville, lo psicologo del liceo. È un uomo eccentrico e un po' svitato e a volte non sembra essere tagliato per il suo lavoro ma vuole bene a suo figlio e cerca di proteggerlo dai problemi di cuore.
- Olive, doppiata da Fortune Feimster. Una delle ragazze popolari del liceo, amica di Daphne. Olive è la più curvy e tosta delle ragazze popolari. Quando Daphne non c’è, Olive assume il controllo. È una ragazza forte e piena di sé e nonostante il velo di superficialità, è molto auto-consapevole, determinata e intelligente.
- Gigi, doppiata da Yvonne Orji (stagione 1) e Andia Winslow (stagione 2). Una delle ragazze popolari della clicca del liceo, amica di Daphne. Lei è la ragazza più innocente e naif del gruppo ma riesce a trovare la sua voce durante la prima stagione e riceve un cambio di look mentre si rende conto della superficialità delle sue amiche e inizia a vedere le persone per come sono veramente, per esempio Norville, con il quale inizia ad uscire fino a quando si rende conto che i suoi sentimenti per Velma sono più forti.
- Brenda, doppiata da Shay Mitchell. Una delle ragazze popolari del liceo, amica di Daphne. È la prima vittima del fallito serial killer, ricevendo un funerale nella tavola calda di Sophie. Il suo cervello viene strappato via dal cranio dal serial killer e viene messo sotto vuoto e sottoposto ad un processo di lobotomia, venendo collegato ad una tecnologia che riesce a farla parlare senza il corpo. È una ragazza vana e superficiale e farebbe di tutto per un briciolo di popolarità.
- Krista, doppiata da Debby Ryan. Una delle ragazze popolari del liceo, amica di Daphne. Viene uccisa e lobotomizzata come Brenda nella prima stagione. È una ragazza senza filtri e pronta a stroncare qualsiasi commento che non le vada giù, senza preoccuparsi delle reazione e opinioni altrui.
- Lola, doppiata da Kulap Vilaysack. Una delle ragazze popolari del liceo, amica di Daphne. La terza ragazza ad essere assassinata, è di poche parole ma sa di essere attraente e non si preoccupa a nasconderlo, neanche se significa essere vittima del serial killer.
- Dave, doppiato da Jim Rash. Il sindaco di Crystal Cove. Crede di essere apprezzato dalla comunità e che i suoi mandati siano efficaci ma non si rende conto della misoginia delle sue scelte.
- Jaques Beau (stagione 1), doppiato da Karl-Anthony Towns. Uno dei ragazzi popolari del liceo, un atleta svampito e superficiale.
- Dandruff Tuba (stagione 1), doppiato da "Weird Al" Yankovic. Un ragazzo nerd del liceo. Frequenta la banda del liceo. È un ragazzo sbadato e con la testa tra le nuvole e viene brutalmente ferito per tutta la prima stagione.
- Sceriffo Cogburn (stagione 1), doppiato da Stephen Root. Lo sceriffo di Crystal Cove. Un uomo incompetente, crede di avere tutto sotto controllo ma sbaglia sempre a capire chi è l'assassino.
- Merle Cogburn (stagione 2), doppiato da Stephen Root. Fratello gemello dello sceriffo Cogburn. Ritorna in città dopo la morte del fratello e prova prendere ad influenzare i cittadini di Crystal Cove, terrorizzati dalla presenza di un nuovo assassino.
- Thorn (stagione 2), doppiata da Jennifer Hale. Ex-membro della band Hex Girls. Nella serie è invecchiata, si è ritirata dal mondo del rock, ha messo su famiglia ed è proprietaria di un negozio di libri specializzati su temi occulti.
- Amber (stagione 2), doppiato da Sara Ramírez. Il figlio non binario di Thorn che si intromette nella relazione di Daphne e Velma, creando scompiglio.
- Dr. Edna Perdue (stagione 2), doppiata da Vanessa Williams. La nonna di Shaggy, ricercatrice sul progetto S.C.O.O.B.I., si rivela essere ancora viva e incentrata sul portare a termine il suo progetto top secret.
- Scrappy-Doo (stagione 2), doppiato da Jason Mantzoukas. In questa serie, il personaggio è una vittima del progetto S.C.O.O.B.I., il quale lo ha reso una macchina da guerra instabile e molto pericolosa.

## Episodi
| Stagione         | Episodi | Pubblicazione USA | Prima TV Italia |
| ---------------- | ------- | ----------------- | --------------- |
| Prima stagione   | 10      | 2023              | inedita         |
| Seconda stagione | 11      | 2024              | inedita         |

## Produzione
Velma fu annunciato il 10 febbraio 2021 come un nuovo spin-off animato ordinato da HBO Max che racconta le origini della protagonista. La serie comica viene descritta come interamente animata e destinata ad un pubblico adulto smascherando il complesso e vivace passato di Velma Dinkley. All'attrice Mindy Kaling (famosa per The Office e The Mindy Project) viene affidata la voce della detective nei 10 episodi di cui si compone la serie. Sarà anche lei a produrre la serie insieme a Charlie Grandy, Howard Klein (entrambi colleghi di Mindy su The Office e Four Weddings and a Funeral) e Sam Register (veterano dei prodotti di Scooby-Doo). Successivamente, con un post su Instagram, Mindy Kaling rivela altri dettagli sulla trama della serie tra cui che Velma avrà difficoltà a farsi strada tra le insidie che riserva il liceo, lo sbocciare della sua sessualità ed un serial killer che vuole uccidere tutte le ragazze popolari in città.
Durante un'intervista, il direttore di WB Global Kids, Tom Ascheim, ha rivelato che la nuova “Velma” di Mindy Kaling sarà di discendenza sud est-asiatica e vivrà in un nuovo mondo insieme a Shaggy, Fred e Daphne ma senza Scooby e la Mystery Machine. Infatti, secondo lo stesso, visto come mascotte, Scooby potrebbe attrarre troppi bambini, non un bene essendo una serie per adulti. In più, Scooby è già stato assente nello spin-off Scrappy-Doo e Yabba Doo (parte della terza stagione della serie Le Allegre Avventure di Scooby-Doo E I Suoi Amici e nel film live-action Daphne & Velma - Il Mistero Della Ridge Valley High) quindi non sarebbe la prima volta. Inoltre, per quanto riguarda l’etnia di Velma, il personaggio è stato già interpretato dall’attrice di discendenza giapponese Hayley Kiyoko nei film Scooby-Doo! Il mistero ha inizio e Scooby-Doo! La maledizione del mostro del lago e dalla latino-americana Gina Rodriguez nel film Scooby!.
Nel corso di una intervista dello stesso anno, il doppiatore Frank Welker, storica voce originale di Fred Jones e da 20 anni voce di Scooby-Doo, annuncia la sua partecipazione nella serie, in un ruolo inedito e diverso dai soliti interpretati.
Il 16 agosto, il sito The GWW trapela i profili di alcuni dei personaggi per i casting della serie. Le informazioni rivelano che alcuni dei personaggi avrebbero avuto nomi e storie diverse. Tra le differenze dei risultati finali e le descrizioni dei casting call vi sono le descrizioni delle mamme di Daphne. Le descrizioni del casting call delle due poliziotte vedono i propri nomi cambiati e non rispecchiare del tutto le versioni della serie. In più si nota l’assenza del personaggio di Spooner Garcia, patrigno di Velma, ristoratore fatto da sé, in stile Guy Fieri, rumoroso ed incontenibilmente esagitato che crede che i “vecchi spacchino” e senza senso d’ironia. Un gradasso di destra moderno che ama Velma e sua madre profondamente e farebbe di tutto per loro. Inoltre, il padre di Velma, Aman, è ancora vivo nella serie ma deceduto nelle descrizioni trapelate in rete. Nella serie infatti sarà lui ad avere una fidanzata e non Diya. Il mistero potrebbe essere stato sulla morte di Aman, nelle prime scritture della serie e non sulla scomparsa di Diya. Infatti, come si legge nella vecchia descrizione di Aman, avrebbe dovuto essere lui lo scrittore di misteri, ma nella serie è Diya. E quest'ultima sarebbe stata l'avvocato cinico che cerca di spronare Velma ad andare avanti con la sua vita. Inoltre, la serie si sarebbe svolta nella cittadina di Poortown e non Crystal Cove.
Dopo più di un anno dall’annuncio, Mindy Kaling ha mostrato la prima immagine dello spin-off animato per adulti “Velma” durante il Warner Bros. Discovery Upfront, il 18 maggio 2022. L’immagine mostra l'eroina di fronte al cadavere di una ragazza con il cranio tagliato in due e senza cervello. La sanguinosa scena si svolge negli spogliatoi delle ragazze del liceo dove alcune ragazze nude o in accappatoio rimangono terrorizzate dall’accaduto. Velma e Daphne al centro della scena. In più, in risposta ad alcuni fan, Kaling scrive su twitter che Velma è una teenager e una leader brillante, promettendo che le situazioni in cui si troverà non saranno orribili, bensì misteri spaventosi e genuini di cui lei è protagonista con un passato non tormentato ma sinistro.
A luglio dello stesso anno, dopo la fusione tra Warner Bros. e Discovery, il quale ha visto la cancellazione del sequel del film del 2020 Scooby! e molti altri progetti, secondo il sito Trademarkia, il trademark per la serie “Velma” fu abbandonato. Nonostante il trademark della serie “Velma” parve essere abbandonato, in una email di Casey Bloys, il direttore di contenuti per HBO Max menzionò che la serie fosse ancora in produzione e supervisionata da Suzanna Makkos.
Il 12 settembre fu annunciato che la serie avrebbe avuto un pannello interattivo al Comic Con di New York, il 6 ottobre, con Mindy Kaling e Charlie Grandy, co-creatore della serie. Al pannello parteciperanno anche guest stars a sorpresa, tra cui verrà rivelato il cast principale della serie. Infine, verrà mostrata un'anteprima esclusiva del primo episodio della serie. Il 23 settembre, HBO Max divulga sui social, per la prima volta, il logo ufficiale della serie. Il logo appare sullo sfondo di un armadietto liceale, con al lato gli iconici occhiali della detective, con un vetro spaccato.
A fine settembre su Instagram e Twitter vengono riservati gli handle @velmatheseries, già usato come hashtag da HBO Max per ufficializzare la serie. Gli handle già si presentavano come account verificati. A pochi giorni dalla presentazione della serie al New York Comic Con, il 3 ottobre, gli account vengono finalmente attivati. Entrambi utilizzano la prima persona, come se fosse Velma stessa a rilasciare informazioni, un esempio molto utilizzato nell’industria del marketing degli ultimi anni. Gli account vengono infatti usati come un'estensione del personaggio stesso. Il primo tweet di Velma, infatti, vede la protagonista utilizzare humor autoreferenziale: “Se pensavate che il primo tweet fosse stato “Accidenti” non mi conoscete bene come credete!”. Su instagram, invece, viene postato una character art del personaggio. Inoltre, la bio di Instagram rivela che Velma sarà ambientato a Crystal Cove, California, proprio come la serie cult Scooby-Doo! Mystery Incorporated e nel film Happy Halloween, Scooby-Doo!. In più, nel banner di Twitter viene postato parte del busto del character design ufficiale di Velma con al lato la scritta “Tease” (“stuzzicando”). Lo stesso giorno, Velma pubblica il tweet “Hey HBO Max, non sono una fan di tutto quel viola sulla tua piattaforma. Si, Daphne, questa è una frecciatina” facendo intendere che Velma e Daphne saranno rivali all’inizio della serie.
Il 4 ottobre su Instagram viene postata una nuova immagine con uno stile differente della precedente che vede Velma preparandosi per la giornata con qualche problema con la colazione ed un progetto di scienze. Più tardi, su Instagram viene rilasciata la prima immagine ufficiale della serie, già presentata mesi prima da Mindy Kaling con la descrizione: “Quando ho detto che volessi ragazze con un poco più di cervello, non era questo che intendevo”, lasciando ipotizzare che la ragazza possa avere preferenze sessuali verso il genere femminile nella serie. Nel frattempo, l’immagine banner di Twitter cambia, rivelando il design ufficiale del liceo di Crystal Cove, dove si svolgeranno le avventure di Velma.
Il 5 ottobre, ad un giorno dal Comic Con, i profili social di Velma, HBO Max, Mindy Kaling e Charlie Grandy rivelano il primo poster ufficiale della serie con tanto di logo e occhiali grondanti di sangue, con la descrizione “Il Mistero Prima Della Gang”.
Il 6 ottobre il New York Comic Con inizia con una conferenza stampa da parte di Charlie Grandy e Mindy Kaling su “Velma”. Durante la conferenza i due rivelano che lo show sarà un crime show ma con elementi della vita adolescenziale. Vedremo la gang interagire tra di loro ma anche con i loro familiari e confrontarsi con i problemi che vengono con l’eta. Lo show mette in primo piano la rappresentazione di persone di colore, Mindy dice di rispecchiarsi molto in Velma e di come non sia un esempio di bellezza ordinaria. Inoltre chiama Fred il personaggio più bianco di sempre e il suo atteggiamento da ragazzo bianco privilegiato verrà rappresentato nello show. L’idea di rendere il soggetto della rappresentazione di varie etnie prende ispirazione da Spider-Man - Un nuovo universo. Successivamente, Mindy rivela che la decisione di creare una versione per adulti del cartone è stata presa per mostrare un nuovo lato di Scooby-Doo. Lo show prende ispirazione da Scooby-Doo! Dove sei tu? ma gli episodi saranno molo più dinamici e spaventosi. Il team creativo ha spinto dall’inizio sulla componente horror e moderna del cartone. Riguardo alle basi per la trama della serie, Kaling rivela che la serie affronterà gli eventi traumatici che hanno spinto i ragazzi a formare la Mystery Inc. e ad inseguire criminali mascherati e che oltre alle origini della gang vedremo perché Velma esclama sempre “Accidenti!” o perché Norville (questo il suo vero nome dalla serie originale) viene chiamato Shaggy. Inoltre, la serie esplorerà riferimenti alla cultura pop (come la saga di “Scream” su cui è basato il teaser) e i desideri spinti degli adolescenti ma anche le situazioni economiche delle varie famiglie dei componenti della gang. Riguardo alla sessualità di Velma, i creatori hanno preferito non esprimersi per non rilasciare spoiler dato che l’esplorazione sessuale della ragazza sarà un tema principale affrontato nella serie. In più, gran parte dei momenti comici saranno presenti nei dialoghi tra i personaggi. Tra le ispirazioni sulla serie, Mindy dice di aver preso spunto da Rick and Morty e Harley Quinn (anche se con meno violenza e parolacce e più basato su omicidi e situazioni terrificanti) e X-Files. Per adattare i personaggi ai tempi moderni, i creatori sono stati ispirati da Riverdale. Nella serie Velma sarà una solitaria liceale, reietta e imperfetta con una vita familiare di classe operaia che la rende una ragazza sfacciata e irriverente che non sempre è consapevole di ciò che dice. Mindy si sente particolarmente emozionata a poter mostrare la relazione con il padre della ragazza, che sarà diversa dalle dinamiche di una tipica relazione padre-figlia indiani come mostrato in TV finora. In altre interviste durante il NYCC, Mindy rivela che ci sarà un episodio basato sul famigerato Ballo di Fine Anno e uno sul “Festival Della Nebbia” un festival che si tiene a Crystal Cove ogni anno. Un poster dello stesso festival appare nel teaser della serie, rivelato più tardi. Charlie Grandy rivela che la serie avrà un mistero principale mentre ogni episodio sarà incentrato sui problemi adolescenziali dei ragazzi e in ogni episodio ci saranno molti easter eggs per onorare lo show originale. Successivamente, il cast completo viene rivelato da vari media e dalla stessa “Velma” su Twitter, la quale spiega il ruolo di ogni membro del cast.
Durante il NYCC, il primo episodio della serie viene mostrato in anteprima e trapelano in rete i primi dettagli. Durante le interviste, Mindy Kaling rivela che Velma avrà tensioni sessuali verso molte persone, tra cui Fred. Infatti, durante il primo episodio lei stessa rivela un’attrazione per il ragazzo flirtando sfacciatamente ma senza successo. Sull’assenza di Scooby-Doo, Charlie Grandy ha rivelato che la Warner Bros. stessa non diede il permesso per utilizzarlo nella serie per via dei toni adulto. Inoltre, un dettaglio importante della serie è il fatto che Velma abbia allucinazioni terrificanti indotte dalla sua ansia per risolvere misteri che le fanno vedere mostri e spettri che non esistono. Velma è infatti molto scettica ma il trauma della perdita di sua madre le provoca questo problema e le rende difficile risolvere misteri. In più Mindy Kaling dice che Velma possiede la “voce della verità”, ossia che dice sempre ciò che pensa senza pensarci due volte.
Lo stesso giorno, Broti Gupta, una delle scrittrici dello show rivela che la seconda stagione è già in produzione con il suo collega Greg a capo della scrittura di alcuni episodi., facendo intendere che la serie fu ordinata dall'inizio per due stagioni complete.
Per finire, lo stesso giorno viene pubblicato il teaser trailer della serie, come assaggio dell’humor meta e autoironico di “Velma”. Il teaser non sarà parte di nessun episodio, come successo per altre serie popolari come Harley Quinn e serve solo come promozione per la serie. Nel teaser, Velma ritorce contro gli spettatori le critiche che sono state rivolte alla serie stessa per il cambio di etnia della protagonista. La ragazza ha una reazione simile nei confronti di un fittizio nuovo film di Judy Jetson de I pronipoti dove la protagonista viene privata della sua tradizionale personalità da gatta morta. Velma è adirata dal fatto che abbiano cambiato un personaggio talmente iconico e invia un messaggio di protesta ai produttori, ovvero la stessa HBO Max. Nel frattempo un assassino si intrufola nella sua casa e la minaccia telefonandola, in puro stile Scream. La ragazza è ancora con la testa fra le nuvole quando si accorge del pericolo ma è già troppo tardi.
Il 17 novembre, il sito Vulture stila un palinsesto dei prossimi mesi sui servizi streaming rivelando che Velma verrà trasmesso nel gennaio successivo. Il 20 dicembre, con la conferenza stampa dei nuovi programmi su HBO MAX, Warner Bros. Discovery annuncia che la serie uscirà il 12 gennaio sulla piattaforma. In più, il 22 dicembre, il sito TV Line annuncia che HBO Max trasmetterà due episodi ogni settimana. Inoltre, il sito TV Passport rivela i titoli di tutti gli episodi senza svelarne le trame. A gennaio iniziano e trapelare le prime immagini da alcuni degli episodi e il trailer della serie.
A febbraio 2023 arriva la conferma di una seconda stagione della serie, rilasciata nel 2024 con 10 episodi ed uno speciale di Halloween intitolato "Velma: This Halloween Needs To Be More Special", rilasciato il 3 ottobre dello stesso anno.. Lo speciale vede la partecipazione speciale degli attori Richard Kind e Nicholas Braun e della rapper Saweetie interpretando se stessa. Tra le guest star della seconda stagione, tralaltro, figurano Vanessa L. Williams, Jason Mantzoukas e June Squibb tra molti altri.

## Distribuzione
Negli Stati Uniti, i primi due episodi di Velma sono stati pubblicati il 12 gennaio 2023 su HBO Max, con i successivi otto episodi in uscita con il ritmo di due episodi alla settimana.

## Accoglienza
Velma ha ricevuto recensioni contrastanti dalla critica. Il doppiaggio è stato giudicato positivamente, ma la critica è stata divisa verso l'umorismo cringe e ha criticato la meta narrazione, caratterizzazione, scrittura e allontanamento dal mito di Scooby-Doo.
L'accoglienza del pubblico nei confronti di Velma è stata estremamente negativa.
Sull'aggregatore di recensioni Rotten Tomatoes, la serie ha ottenuto un punteggio del 39% basato su 36 recensioni professionali, con un voto medio di 5.9/10; il commento del sito web recita: "Jinkies! Questa rielaborazione radicale dell'amato Mystery Team è piena di attitudine e stile, ma non ha il primo indizio su come trasformare la sua intelligente sovversione in divertimento coinvolgente". Su Metacritic, Velma ha un punteggio di 54 su 100 basato su 17 recensioni, indicando recensioni “miste o medie”. Invece, su IMDb ha una valutazione media di 1,5/10, diventando così uno dei programmi televisivi con il punteggio più basso del sito, nonché la serie televisiva animata con il punteggio più basso del sito dopo Cleopatra.
I critici ritengono che la serie animata abbia dimenticato il suo materiale originale e abbia iniziato a immergersi in trame che non sono correlate al franchise originale di Scooby-Doo. Inoltre, secondo i critici, la serie tenta di far ridere senza ottenere niente, con le sue battute noiose. Tra le cose maggiormente criticate dal pubblico, il deliberato Blackwashing dei personaggi principali, il "self-inserting narcisista di Mindy Kaling" e la costante propaganda woke, misandrista e razzista anti-bianchi.